# Jiddu Krishnamurti
Jiddu Krishnamurti (în limba telugu:జిడ్డు కృష్ణమూర్తి; n. 12 mai 1895, Madanapalle⁠(d), India Britanică – d. 17 februarie 1986, Ojai⁠(d), California, SUA) a fost un filozof și predicator spiritual indian, care, începând din anii 1920 a activat mai ales în Statele Unite, în Marea Britanie și în India natală.

## Biografie
Jiddu Krishnamurti s-a născut pe 12 mai 1895 în orașul Madanapalle din actualul stat indian Andhra Pradesh, pe atunci sub dominație britanică.
Tatăl său, Narianiah Jiddu, a fost funcționar în administrația britanică din India. În 1903 familia s-a mutat în Cudappah, unde Krishnamurti s-a îmbolnăvit de malarie și a avut mult de suferit de pe urma acesteia, fiind un copil trist, devenind o fire închisă și visătoare. Krishnamurti a fost foarte atașat de mama sa, Sanjeevamma, care a murit când el avea doar 10 ani. Părinții săi au fost veri de gradul II și au avut 11 copii, din care numai 6 au supraviețuit copilăriei. Ei erau vegetarieni convinși și aruncau orice mâncare nepotrivită regulilor lor alimentare.
Multă vreme în copilărie Kirshnamurti a fost considerat bolnav mintal și a fost bătut frecvent, atât la școală, de către profesori, cât și acasă de către tatăl său. Câteva decenii mai târziu, Krishnamurti a scris despre copilăria sa, analizând-o din punct de vedere psihologic. 
În 1909, C.W. Leadbeater, un teosof și clarvăzător cunoscut, l-a întâlnit pe Krishnamurti și a afirmat că ” acest copil are o aură extraordinară, susținută de lipsa de egoism. “. El a remarcat și expresivitatea feței acestui băiat, care era parcă de neclintit. C.W. Leadbeater s-a convins din acel moment că acest băiat va deveni un mare învățător.
Krishnamurti a urmat învățămintele clarvăzătorului și a fost, în cele din urmă, luat sub protecția mai multor conducători spirituali care i-au prezis un mare viitor ca educator al generațiilor viitoare. Krishnamurti a fost instruit în multe discipline, de la arta meditației, până la ore de sport speciale, în care a arătat capacități extraordinare. Nu era deloc de acord cu forma de educație generală și după mai multe încercări, a renunțat la studii de acest fel. A reușit, în schimb, să învețe destul de repede să vorbească fluent engleza și italiana și a arătat îndemânări deosebite în mecanică, reușind să desfacă și să reasambleze mașinării complicate.
În aprilie 1911 a fost luat în Anglia.
După primul război mondial (1914), Krishnamurti a vizitat mai multe țări, unde a ținut discursuri și lecturi privind pacea pe Pământ.
Pentru teosofii clasici Mesia a fost Jiddu Krishnamurti. El a fost identificat de fruntașii teosofiei ca Mesia (mai precis Domnul Maitreya, care este corespondentul extrem-oriental pentru Mesia), în timp ce era doar un copil. La maturitate el a negat că ar fi Mesia și a cerut dizolvarea organizației creată în jurul lui pe post de Mesia.
Cu timpul și-a cristalizat învățătura. Odată cu înaintarea în vârstă, Krishnamurti a început să dezbată intens probleme precum moartea, viața, sentimentele, gândirea și multe alte subiecte de acest fel. 
În 1985 i s-a conferit Medalia pentru pace a O.N.U.
Krishnamurti a fost un maestru spiritual care a susținut că oamenii nu au nevoie de dogme, de ritualuri și de maeștri spirituali (guru) pentru a ajunge la iluminare.
El vedea rădăcina tuturor relelor în clasificările elaborate de intelect.
J. Krishnamurti a murit la 17 februarie 1986 la Ojai, în California, la vârsta de 90 de ani, după ce și-a petrecut o mare parte a vieții în India, Anglia și Statele Unite ale Americii.

## Premii și onoruri
- 1985- Medalia pentru pace a Națiunilor Unite

## Biblografie
- Lutyens, Mary (1975). Krishnamurti: The Years of Awakening (ed. 1st US). New York: Farrar, Straus and Giroux. ISBN 978-0-374-18222-9.
- Lutyens, Mary (1983) [1975]. Krishnamurti: The Years of Awakening (ed. Reprint of 1st US). New York: Discus. ISBN 978-0-380-00734-9.
- Jiddu, Krishnamurti (septembrie 1929). „The dissolution of the Order of the Star: a statement by J. Krishnamurti”. International Star Bulletin. Eerde, Ommen: Star Publishing Trust. 3 (2 Format:Interp): 28–34. OCLC 34693176. J.Krishnamurti Online [web publisher]. Arhivat din original la 15 august 2015. Accesat în 9 martie 2010.